# Bjerreby Sogn
Bjerreby Sogn ist eine Kirchspielsgemeinde (dän.: Sogn)
auf der Insel Tåsinge südlich von Fyn (dt.: Fünen) im südlichen Dänemark.
Bis 1970 gehörte sie zur Harde Sunds Herred im damaligen Svendborg Amt, danach zur Svendborg Kommune im
Fyns Amt, die im Zuge der  Kommunalreform zum 1. Januar 2007 in der
„neuen“
Svendborg Kommune in der Region Syddanmark aufgegangen ist.
Im Kirchspiel leben 1094 Einwohner, davon 344 im Kirchdorf (Stand: 1. Januar 2023).
Im Kirchspiel liegt die Kirche „Sankt Mortens Kirke“.
Aufgrund der Insellage ist die einzige direkte Nachbargemeinde im Norden Landet Sogn. Im Südosten ist die Gemeinde über Siødæmningen und Langelandsbroen mit dem Rudkøbing Sogn in der Langeland Kommune verbunden.
Im Kirchspiel liegen der Runddysse im Lunkeris Skov und der Runddysse im Tvede Skov.